# Criotocatantops annulatus
Criotocatantops annulatus är en insektsart som först beskrevs av Boris Petrovich Uvarov 1926.  Criotocatantops annulatus ingår i släktet Criotocatantops och familjen gräshoppor. Inga underarter finns listade i Catalogue of Life.